# Premio Amanda 2006
La XXII edizione del premio cinematografico norvegese premio Amanda (Amanda Awards in inglese) si tenne nel 2006.

## Vincitori
- Miglior film - Slipp Jimmy fri
- Miglior film straniero - Quando l'amore brucia l'anima
- Miglior attore - Trond Fausa Aurvaag per Den brysomme mannen
- Miglior attrice - Ane Dahl Torp per Gymnaslærer Pedersen
- Miglior attore/attrice non protagonista - Talat Hussain per Import-eksport
- Miglior regista - Jens Lien per Den brysomme mannen
- Miglior sceneggiatore - Per Schreiner per Den brysomme mannen
- Miglior cortometraggio - Alene menn sammen
- Miglior realizzazione artistica - Binne Thoresen
- Miglior film per ragazzi - Pitbullterje
- Miglior DVD - Accadde in aprile
- Miglior debutto - Dome Karukoski per Tyttö sinä olet tähti
- Premio onorario - Jorunn Kjellsby